# محرك روكستار المتقدم للألعاب
محرك روكستار المتقدم للألعاب (بالإنجليزية: (RAGE) Rockstar Advanced Game Engine) هو محرك ألعاب تم تطويره من قبل روكستار سان دييغو.

## ألعاب تستخدمه
| سنة  | عنوان                                | منصة | مطور              |
| ---- | ------------------------------------ | --- | ----------------- |
| 2006 | روكستار جيمز برزينتس تيبل تنس ‏       | إكس بوكس 360، وي                                                                                              | روكستار سان دييغو |
| 2008 | جراند ثفت أوتو 4                     | مايكروسوفت ويندوز، بلاي ستيشن 3، إكس بوكس 360                                                                 | روكستار نورث      |
| 2008 | ميدنايت كلوب: لوس أنجلوس             | بلاي ستيشن 3، إكس بوكس 360                                                                                    | روكستار سان دييغو |
| 2009 | جراند ثفت أوتو: ذا لوست أند دامد     | مايكروسوفت ويندوز، بلاي ستيشن 3، إكس بوكس 360                                                                 | روكستار نورث      |
| 2009 | جراند ثفت أوتو: ذا بالد أوف غاي توني | مايكروسوفت ويندوز، بلاي ستيشن 3، إكس بوكس 360                                                                 | روكستار نورث      |
| 2010 | ريد ديد ريدمبشن                      | بلاي ستيشن 3، إكس بوكس 360                                                                                    | روكستار سان دييغو |
| 2010 | ريد ديد ريدمبشن: أنديد نايتمار       | بلاي ستيشن 3، إكس بوكس 360                                                                                    | روكستار سان دييغو |
| 2012 | ماكس باين 3                          | ماك أو إس، مايكروسوفت ويندوز، بلاي ستيشن 3، إكس بوكس 360                                                      | روكستار جيمز      |
| 2013 | جراند ثفت أوتو 5                     | مايكروسوفت ويندوز، بلاي ستيشن 3، بلاي ستيشن 4، بلاي ستيشن 5، إكس بوكس 360، إكس بوكس ون، إكس بوكس سيريس إكس/إس | روكستار نورث      |
| 2018 | ريد ديد ريدمبشن 2                    | مايكروسوفت ويندوز، بلاي ستيشن 4، ستاديا، إكس بوكس ون                                                          | روكستار ستوديوز   |

## وصلات خارجية
- محرك روكستار المتقدم للألعاب على موبي غيمز